# 277 Dywizja Piechoty ’43 (III Rzesza)
277 Dywizja Piechoty (niem. 277. Infanterie-Division) – niemiecka dywizja z czasów II wojny światowej, sformowana w rejonie Znojmo na mocy rozkazu z 17 listopada 1943 roku, w 22. fali mobilizacyjnej przez XVII Okręg Wojskowy.

## Struktura organizacyjna
- Struktura organizacyjna w listopadzie 1943 roku:

989., 990. i 991. pułk grenadierów, 277. pułk artylerii, 277. batalion pionierów, 277. batalion fizylierów, 277. kompania przeciwpancerna, 277. oddział łączności, 277. polowy batalion zapasowy;
- Struktura organizacyjna w listopadzie 1943 roku:

989., 990. i 991. pułk grenadierów, 277. pułk artylerii, 277. batalion pionierów, 277. dywizyjna kompania fizylierów, 277. oddział przeciwpancerny, 277. oddział łączności, 277. polowy batalion zapasowy;

## Dowódcy dywizji
- Generalleutnant Helmuth Huffmann 10 XII 1943 – 5 IV 1944
- Generalleutnant Albert Prau 5 IV 1944 – 10 VIII 1944;
- Generalmajor Wilhelm Viebig 4 IX 1944 – IV 1945;